# جائزة لايبزيغ للكتاب للتفاهم الأوروبي
جائزة لايبزيغ للكتاب للتفاهم الأوروبي هي جائزة أدبية ألمانية تُمنح سنويًا منذ عام 1994. تهدف إلى تكريم أعمال تسهم في تعزيز التفاهم داخل أوروبا، مع اهتمام خاص بالتبادل الثقافي مع دول وسط وشرق أوروبا. و تستهدف الكتاب والمفكرون والمؤرخون الذين يقدمون أعمالًا تعزز التفاهم بين الثقافات والأمم في أوروبا.

## الرعاة ولجنة تحكيم
تُمنح الجائزة من قبل مدينة لايبزيغ، ولاية ساكسونيا، جمعية الناشرين والموزعين الألمان و معرض لايبزيغ للكتاب ويتم اختيار الفائز من قبل لجنة تحكيم دولية.
تتضمن الجائزة مبلغ مالي قدره (20,000 يورو).